# 高木尚
高木 尚（たかぎ たかし、1978年4月7日 - ）は、福井県敦賀市出身の元ハンドボール選手。ポジションはゴールキーパー。

## 経歴
北陸高等学校から日本体育大学を経て、2001年に大同特殊鋼フェニックスへ入団。
2010-11年シーズン限りで現役を引退。